# Liste des épisodes de Digimon
La liste des épisodes de Digimon se réfère à une série d'épisodes tirés des saisons adaptées de la franchise Digimon. Les trois 1re saisons sont officiellement traduites en français ; la quatrième saison ne possède aucun titre francophone officiel et ne peut, par conséquent, accéder à aucune liste. La franchise médiatique Digimon connaît plusieurs échecs au Japon — en ventes, audiences et au box-office — dès 2001,, et tombe peu à peu en désuétude autant auprès des premiers spectateurs, qui ont grandi, qu'auprès des médias internationaux et français avec un arrêt de l'adaptation francophone,,. 
Néanmoins, après plus de dix ans, et deux saisons non doublées — Digimon Frontier (2002) et Digimon Data Squad (2006) —, un projet d'adaptation à l'échelle internationale permet l'importation de la sixième saison Digimon Fusion dans l'espace francophone en 2015. La huitième saison Digimon Appmon suit en 2017, avec un projet d'adaptation qui ne se réserve qu'à la France.
Dès 2020, Digimon est pour la première fois diffusée en simulcast à échelle mondiale avec la neuvième saison Digimon Adventure: et la dixième saison Digimon Ghost Game (2021). En plus des simulcasts, la septième saison Digimon Adventure tri. et la cinquième Digimon Data Squad sont proposées pour la première fois en France en 2020 et en 2022 en VO,. La quatrième saison Digimon Frontier est proposée pour la première fois en 2024.

## Listes d'épisodes
- Liste des épisodes de Digimon Adventure, première saison, originellement diffusée du 7 mars 1999 et le 26 mars 2000 ;
- Liste des épisodes de Digimon Adventure 02, deuxième saison, originellement diffusée du 2 avril 2000 et le 25 mars 2001 ;
- Liste des épisodes de Digimon Tamers, troisième saison, originellement diffusée du 1er avril 2001 et le 31 mars 2002 ;
- Liste des épisodes de Digimon Frontier, quatrième saison, originellement diffusée du 7 avril 2002 et le 30 mars 2003 ;
- Liste des épisodes de Digimon Data Squad, cinquième saison, originellement diffusée du 2 avril 2006 au 25 mars 2007 ;
- Liste des épisodes de Digimon Fusion, sixième saison, originellement diffusée du 6 juillet 2010 et le 25 mars 2012 ;
- Liste des épisodes de Digimon Adventure tri., septième saison[11], originellement diffusée du 21 novembre 2015 au le 5 mai 2018 ;
- Liste des épisodes de Digimon Appmon, huitième saison[8], originellement diffusée entre le 1er octobre 2016 et le 13 septembre 2017 ;
- Liste des épisodes de Digimon Adventure:, neuvième saison, originellement diffusée entre le 25 avril 2020 et le 26 septembre 2021 ;
- Liste des épisodes de Digimon Ghost Game, dixième saison, originellement diffusée entre le 3 octobre 2021 et le 26 mars 2023.

## Liste des films de Digimon
|  | Courts ou moyens métrages diffusés en salon de Toei Animation |

|                                                                  | Titre                                             | Sortie initiale  | Sortie initiale |
| ---------------------------------------------------------------- | ------------------------------------------------- | ---------------- | --------------- |
|                                                                  | Digimon Adventure                                 | 3 mars 1999      |                 |
| Digimon Adventure: Bokura no Uō Gēmu!                            | 4 mars 2000                                       |                  |                 |
| Digimon Adventure 02 Kōhen: Chōzetsu Shinka!! Ōgon no Digimental | 8 juillet 2000                                    |                  |                 |
| Digimon Adventure 3D: Digimon Grand Prix!                        | 20 juillet 2000                                   |                  |                 |
| Digimon, le film                                                 | 6 octobre 2000                                    | Film             |                 |
| Digimon Adventure 02 : Diablomon no Gyakushû                     | 3 mars 2001                                       |                  |                 |
|                                                                  | Digimon Tamers: Bōkensha-tachi no Tatakai         | 14 juillet 2001  |                 |
| Digimon Tamers: Bōsō no Dejimon Tokkyū                           | 2 mars 2002                                       |                  |                 |
|                                                                  | Digimon Frontier: Kodai Digimon Fukkatsu!         | 20 juillet 2002  |                 |
|                                                                  | Digital Monster X-Evolution                       | 3 janvier 2005   | TV              |
|                                                                  | Digimon Savers 3D: Dejitaru Wārudo Kiki Ippatsu!  | 8 juillet 2006   |                 |
| Digimon Savers: Kyūkyoku Pawā! Bāsuto Mōdo Hatsudō!!             | 9 décembre 2006                                   |                  |                 |
|                                                                  | Digimon Adventure tri. Chapitre 1 : Retrouvailles | 21 novembre 2015 | OAV             |
| Digimon Adventure tri. Chapitre 2 : Détermination                | 12 mars 2016                                      | OAV              |                 |
| Digimon Adventure tri. Chapitre 3 : Confession                   | 24 septembre 2016                                 | OAV              |                 |
| Digimon Adventure tri. Chapitre 4 : Perte                        | 25 février 2017                                   | OAV              |                 |
| Digimon Adventure tri. Chapitre 5 : Symbiose                     | 30 septembre 2017                                 | OAV              |                 |
| Digimon Adventure tri. Chapitre 6: Notre avenir                  | 1er mai 2018                                      | OAV              |                 |
| Digimon Adventure: Last Evolution Kizuna                         | 21 février 2020                                   | Film             |                 |
| Digimon Adventure 02: The Beginning                              | 27 octobre 2023                                   | Film             |                 |